# Diatraea brunnescens
Diatraea brunnescens is een vlinder van de familie van de grasmotten (Crambidae). De wetenschappelijke naam van deze soort is voor het eerst voorgesteld door Harold Edmund Box in een publicatie uit 1931.
De soort komt voor in Venezuela en Brazilië.